# RhB řada Ge 4/4 II
Lokomotivy řady Ge 4/4II (přezdívané Bobo 2) jsou čtyřnápravové elektrické lokomotivy, vyrobené ve spolupráci firem SLM (Schweizerische Lokomotiv- und Maschinenfabrik) a BBC (Brown, Boveri & Cie.) ve dvou sériích v letech 1973 a 1984 pro společnost Rhétské dráhy (RhB) v kantonu Graubünden ve východní části Švýcarska. Celkem bylo vyrobeno 23 kusů, které jsou v provozu označeny čísly 611–633, v návaznosti na předcházející řadu Ge 4/4I. Lokomotivy jsou koncipovány jako univerzální, tedy pro dopravu osobních i nákladních vlaků.

## Vznik a vývoj
Koncem 60. let se chýlila ke konci ekonomická životnost starších šestinápravových lokomotiv řady Ge 6/6I, dodaných na Rhétskou dráhu mezi lety 1921–1929 v počtu 15 kusů. Lokomotivy sloužily v nákladní dopravě, časem se ale staly značně zastaralými a výkonově nedostačujícími. S přibývajícím věkem vyvstal také problém s obtížnou dostupností náhradních dílů na tyto stroje. Již v letech 1958 a 1965 byl problém částečně vyřešen dodávkou nástupnické řady Ge 6/6II, avšak jejích 7 vyrobených kusů nemohlo pokrýt veškeré provozní potřeby. V roce 1969 tak Rhétská dráha objednala u konsorcia SLM / BBC sérii 10 lokomotiv, které měly posílit park strojů pro osobní a lehkou nákladní dopravu.

## První série a zavádění do provozu
První lokomotiva nové řady Ge 4/4II byla Rhétskou dráhou převzata dne 30. května 1973, dostala inventární číslo 611 (v návaznosti na 10 starších strojů řady Ge 4/4I čísel 601–610) a podle firemní tradice byla i pokřtěna jménem jedné z obcí podél železniční tratě – vybráno bylo město Landquart, kde sídlí ústřední dílny a depo společnosti. Další lokomotivy byly dodávány postupně ve druhé polovině roku a poslední, desátý stroj čísla 620 a jména Zernez, byl převzat 19. prosince.

## Technický popis
Lokomotiva je skříňového uspořádání, se dvěma stanovišti strojvedoucího na obou koncích rámu. Pojezd je tradičně členěn do dvou dvounápravových podvozků (s rozvorem 2 300 mm, uspořádání Bo´ Bo´). Mechanická část je dílem strojíren SLM ve Winterthuru. Celkem čtyři trakční elektromotory (pro každé dvojkolí jeden) jsou označeny typem 6 FHO 4338 a vyrobila je firma BBC, která je také výrobcem celé elektrické části lokomotivy. Odběr proudu z trakčního vedení zajišťují dva polopantografy, umístěné na střeše lokomotivní skříně – šlo o první lokomotivy RhB, osazené tímto typem sběračů. Lokomotivy umožňují provoz ve dvojčlenném řízení.
Z výroby byly všechny lokomotivy opatřeny tmavě zeleným nátěrem. Od druhé poloviny 80. let docházelo k jejich postupnému přetírání do nového korporátního schématu RhB s dominantní červenou barvou na lokomotivní skříni, tmavě šedým rámem a světle šedou střechou. V tomto barevném provedení lokomotivy jezdí do současnosti, avšak řada z nich je opatřena reklamními nátěry různých barev.

## Počátky provozu a dodávka druhé série

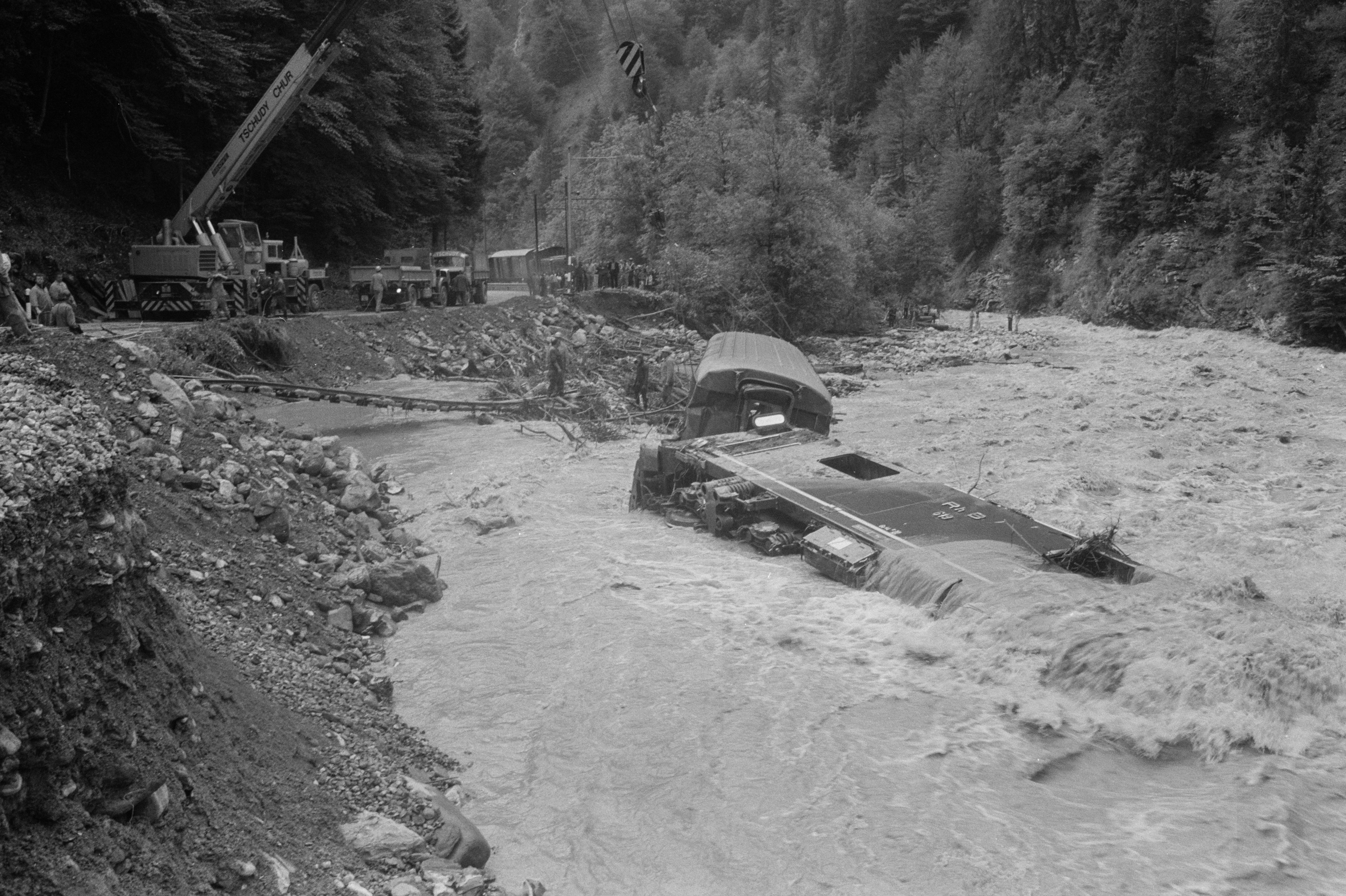
Snímek z nehody lokomotivy 619 (Fideris 1975)

Ihned po dodání byly lokomotivy nasazeny do osobní i nákladní dopravy, zejména na trati Landquart – Davos – Filisur a Landquart – Chur – Disentis. Jejich dodávky umožnily omezit nasazování již více než padesátiletých „krokodýlů“ řady Ge 6/6I na minimum – zůstaly tak jako provozní záloha, či pro pokrytí mimořádných výkonů v nákladní dopravě. Rostoucí provoz na síti RhB (zejména osobní doprava) však na počátku 80. let vedl k objednání druhé série lokomotiv – šlo o 13 kusů, technicky zcela shodných se starší první sérií. Lokomotivy opět vyrobilo konsorcium SLM / BBC a do provozu byly pod čísly 621–633 postupně zařazovány od jara 1984; poslední lokomotiva byla převzata na konci ledna roku následujícího. Zprovoznění této série znamenalo pro řadu Ge 6/6I již úplný konec – většina strojů byla ještě během roku 1984 odstavena z provozu a vzápětí sešrotována. V provozním stavu zůstalo pouze pět nejmladších lokomotiv ze druhé poloviny 20. let, které i nadále sloužily jako provozní záloha. 
18. července 1975 potkala vážná nehoda zánovní lokomotivu číslo 619, která díky podemletí trati velkou vodou mezi stanicemi Küblis a Fideris spadla s osobním vlakem do řeky Landquart. Přes rozsáhlé poškození však byla opravena a následujícího roku navrácena do provozu.

## Devadesátá léta

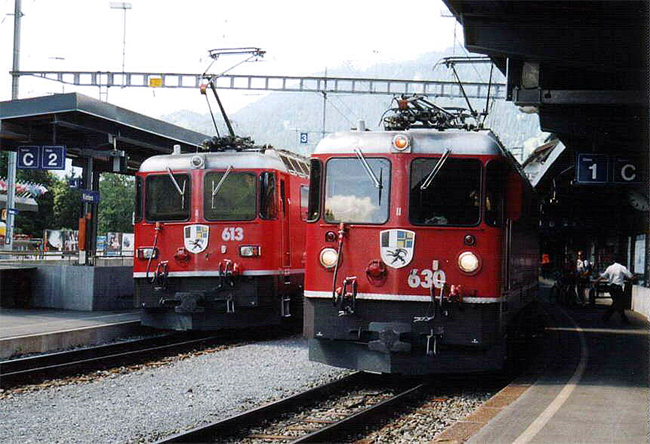
Setkání lokomotiv 613 (s novějšími obdélníkovými světly) a 630 (se staršími kulatými světly) ve stanici Klosters

Dále narůstající objemy přeprav přiměly RhB roku 1989 k objednávce nových lokomotiv řady Ge 4/4III, které jsou přímými nástupci této řady. I jejich konstrukce je dílem podniků SLM a BBC a dodávky započaly v prosinci 1993. Zvýšená maximální rychlost na 100 km/h a výkonná brzdová soustava je předurčila zejména pro provoz v osobní dopravě na trati Albula (Chur – Svatý Mořic). Zároveň byly nasazeny na kyvadlové vlaky, jezdící od roku 1999 nově otevřeným tunelem Vereina. To vedlo k převedení lokomotiv Ge 4/4II na jiné tratě, nebo do nákladní dopravy, kde příležitostně doplňovaly starší šestinápravové Ge 6/6II. 

## Po roce 2000

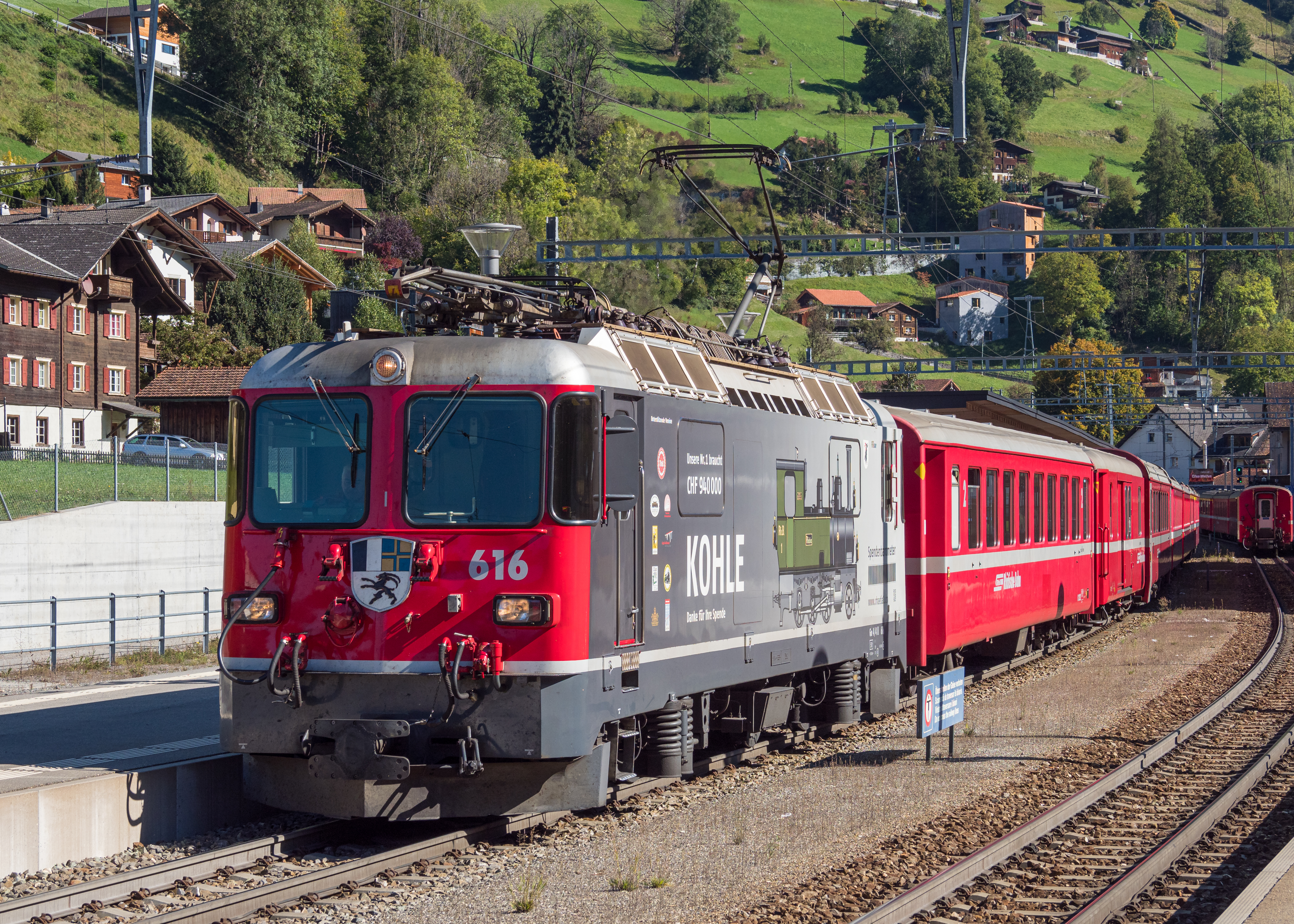
Mnoho lokomotiv této řady je opatřeno reklamními nátěry – na snímku stroj 616 ve stanici Küblis

Od roku 1999 lokomotivy procházely v rámci periodických oprav rekonstrukcí světel, při které byla původní kulatá návěstní světla měněna za obdélníková. Poslední čtyři stroje čísel 612, 619, 627 a 632 dostaly nová světla až v roce 2008. Souběžně proběhla mezi lety 2004–2008 u všech lokomotiv rekonstrukce řízení, kdy bylo do všech strojů instalováno mikroprocesorové řízení trakce, což zároveň umožnilo provoz s řídicími vozy (především na engadinské trati z Pontresiny do Scuolu). Další modernizace probíhají od roku 2016, kdy je na lokomotivy druhé série od čísla 621 výše postupně dosazován nový zabezpečovač ZSI 127 a duální brzdový systém, nutný k provozu s novými netrakčními jednotkami Alvra.
V roce 2019 došlo ke zrušení prvního stroje řady, čísla 628, který 14. května toho roku najel u stanice Tavanasa na trati Chur – Disentis do hromady kamení, spadaného na trať. Pro vážné poškození a počínající dodávky nových elektrických jednotek bylo rozhodnuto o vyzískání použitelných dílů a následném sešrotování stroje.

## Současnost
I v současnosti (2021) jsou lokomotivy této řady základním kamenem lokomotivního parku Rhétské dráhy. Jsou využívány zejména v osobní dopravě na všech tratích RhB (s výjimkou trati Bernina, kde je stejnosměrná napájecí soustava 1,5 kV), a po ukončení pravidelného provozu řady Ge 6/6II v říjnu 2021 i v dopravě nákladní; zde je často využíváno provozu ve dvojicích na kabel vícenásobného řízení. Vzhledem k probíhajícím modernizacím a stále rostoucímu počtu přepravených cestujících i nákladu je tak s jejich provozem i nadále počítáno.

## Přehled lokomotiv řady Ge 4/4II
| Inventární číslo | Jméno               | Znak | Datum převzetí | Stav                                   | Poznámky |
| 611              | Landquart           |      | 30.05.1973     | provozní, určena pro muzejní zachování | reklamní nátěr login |
| 612              | Thusis              |      | 20.07.1973     | provozní                               | reklamní nátěr Burkhalter Elektro |
| 613              | Domat/Ems           |      | 31.07.1973     | provozní                               | |
| 614              | Schiers             |      | 14.08.1973     | provozní                               | |
| 615              | Klosters            |      | 03.09.1973     | provozní                               | nátěr Fairtiq |
| 616              | Filisur             |      | 28.09.1973     | provozní                               | nátěr Kohle / Spendenlok |
| 617              | Ilanz               |      | 05.10.1973     | provozní                               | reklamní nátěr 50 let LGB |
| 618              | Bergün/Bravuogn     |      | 05.11.1973     | provozní                               | velké logo RhB na bocích |
| 619              | Samedan             |      | 03.12.1973     | provozní                               | reklamní nátěr Südostschweiz – Tageszeitung |
| 620              | Zernez              |      | 19.12.1973     | provozní                               | nátěr RhB Club |
| 621              | Felsberg            |      | 09.02.1984     | provozní                               | |
| 622              | Arosa               |      | 08.03.1984     | provozní                               | nátěr partnerské japonské železnice Hakone Tozan Railway |
| 623              | Bonaduz             |      | 05.04.1984     | provozní                               | nátěr Glacier Express |
| 624              | Celerina/Schlarigna |      | 10.05.1984     | provozní                               | |
| 625              | Küblis              |      | 01.06.1984     | provozní                               | |
| 626              | Malans              |      | 28.06.1984     | provozní                               | |
| 627              | Reichenau-Tamins    |      | 02.08.1984     | provozní                               | nátěr 100 let trati Chur–Arosa |
| 628              | S-chanf             |      | 30.08.1984     | sešrotována                            | Lokomotiva číslo 628 byla 14. května 2019 těžce poškozena při srážce s kamením, spadlým na trať nedaleko stanice Tavanasa. Po odebrání využitelných náhradních dílů byla dne 10. října 2019 sešrotována. |
| 629              | Tiefencastel        |      | 04.10.1984     | provozní                               | nátěr Neubau Albulatunnel |
| 630              | Trun                |      | 31.10.1984     | provozní                               | nátěr RhB Werbung für Werbung |
| 631              | Untervaz            |      | 30.11.1984     | provozní                               | |
| 632              | Zizers              |      | 12.12.1984     | provozní                               | |
| 633              | Zuoz                |      | 30.01.1985     | provozní                               | reklamní nátěr Radiotelevisiun Svizra Rumantscha (RTR) |
|                  |                     |      |                |                                        | |